# زین‌العابدین حقانی
زین‌العابدین حقانی (متولد ۱ شهریور ۱۳۵۳ شهر بجنورد)، دارنده اولین مدال طلای جودوی آسیا در ایران در وزن منفی ۶۵ کیلوگرم در رقابتهای ۱۹۹۶ (۱۳۷۵) ویتنام.

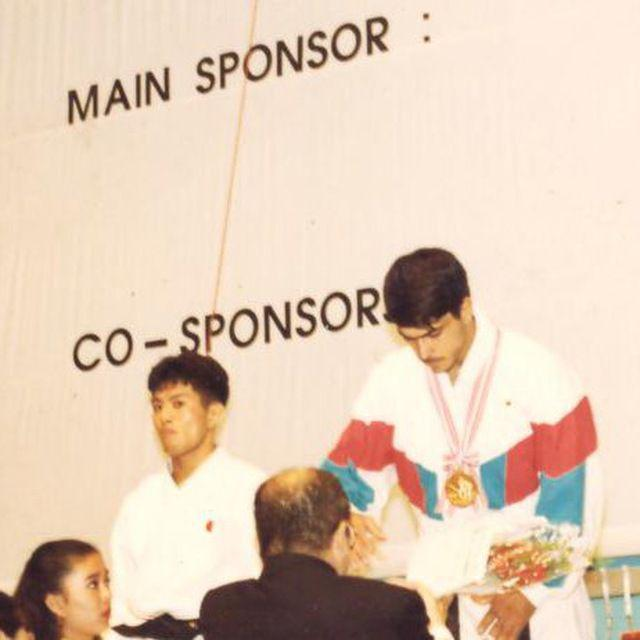
دریافت اولین مدال طلای جودوی آسیا توسط زین العابدین حقانی در مسابقات قهرمانی آسیا در ویتنام در سال 1375

وی همچنین به عنوان سرمربی و مربی تیم ملی کوراش مقام سومی تیمی جهان در مسابقات جهانی ترکیه ۱۳۹۲ را در کارنامه خود دارد.
وی دارای مدرک کارشناسی ارشد تربیت بدنی است و در حال حاضر مشغول به تدریس در دانشگاه آزاد اسلامی واحد بجنورد می‌باشد.

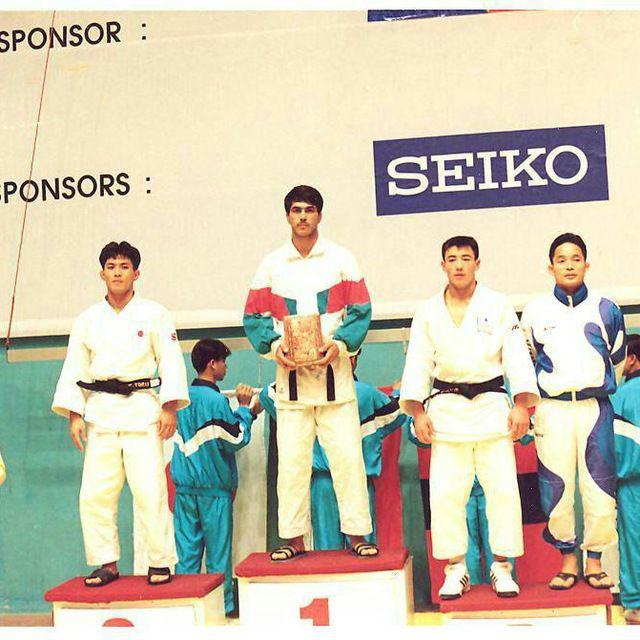
کسب اولین مدال طلای جودوی آسیا توسط زین العابدین حقانی

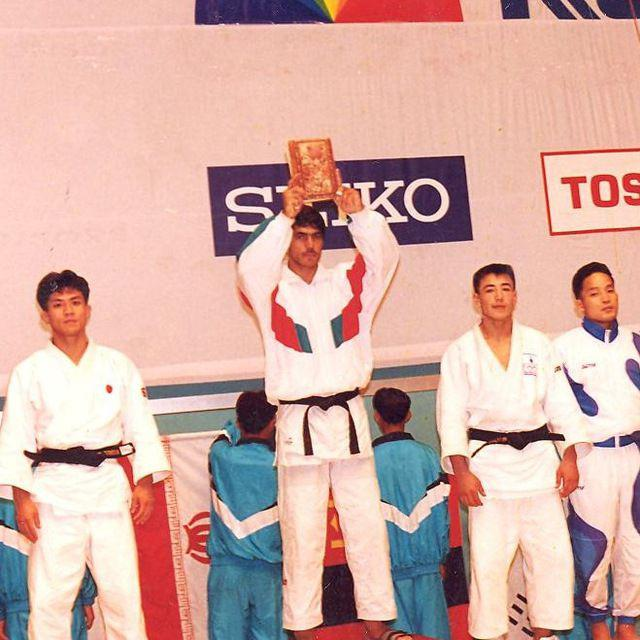
بالای سر بردن اولین مدال طلای جودوی آسیا توسط زین العابدین حقانی

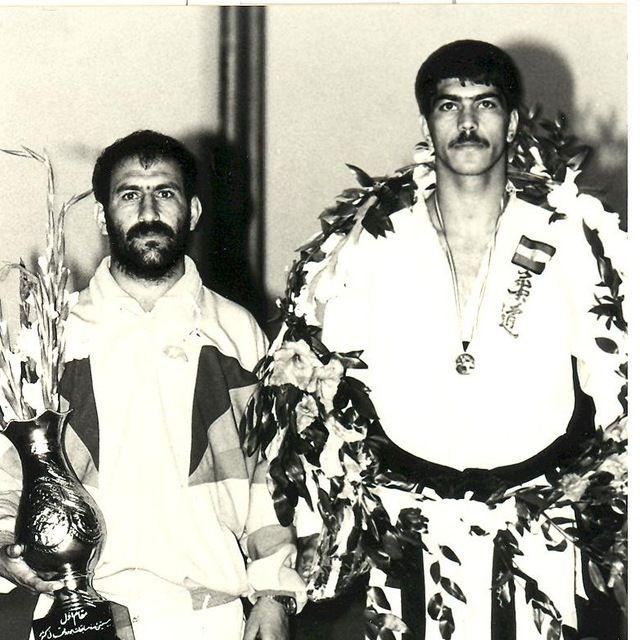
بازگشت زین العابدین حقانی اولین دارنده مدال طلای قهرمانی آسیا به میهن